# Rovt, Dobrova-Polhov Gradec
Rovt este o localitate din comuna Dobrova-Polhov Gradec, Slovenia, cu o populație de 59 de locuitori.